# 何塞·V·托勒多大厦和联邦法院
何塞·V·托勒多大厦和联邦法院是波多黎各圣胡安老城的一座历史性邮局和法院建筑。它是美国波多黎各联邦地区法院的法庭。美国联邦第一巡回上诉法院在波多黎各开庭时口头辩论也在这里举行。

## 建筑历史
建筑的设计原则是：重要政府机关可以在里面工作，以及建筑显示美国政府支持波多黎各岛的决定心。圣胡安建立的时候其港口部位对城市的防御和经济发展就拥有关键地位。今天建筑的地方过去曾经是西班牙堡垒的一部分。这座堡垒是1639年建造的（荷兰当时刚刚入侵过圣胡安），一直到1897年它保留在那里。今天建筑的南部过去可能是一座1830年代建造的西班牙海关建筑。
1898年美国政府获得波多黎各的主权，在岛上设置政府。1900年美国开始在波多黎各设立政府机构，因此岛上显然需要政府建筑。
何塞·V·托勒多大厦和联邦法院的建筑由两座相连的不同建筑物组成。第一座建筑物是1906年到1908年美国财政部建筑监督局设计的。设计负责人是詹姆斯·诺克斯·泰勒。1911年到1914年间建成，它是岛上第一座重要的联邦建筑物。1936年为了克服大萧条罗斯福新政时建议给该建筑添加一座附属建筑物。同年国会同意扩建，1938年财政部公共建筑署设计。1940年建筑完工。虽然它与1914年建筑的南面相连，它的设计与早先的建筑完全不相关。
1986年何塞·V·托勒多大厦和联邦法院被列入國家史蹟名錄。1999年建筑物以何塞·V·托勒多命名。托勒多从1970年到他1980年逝世是波多黎各联邦地区法院法官和主法官。

## 建筑物
1914年建造的建筑高三层，它的风格是一个发杂但是和谐的西班牙殖民复兴风格和古典式风格的混合，它的细节即反应了波多黎各当地建筑，又反应了当时联邦政府建筑的风格。
建筑呈U形，它的地基是水泥和木头组成的。它建筑在一个从北向南去往海港的坡地上，它的地窖层部分埋在地下，下面的两层有涼廊，三层楼向后缩，顶上的屋顶有西班牙式瓦。

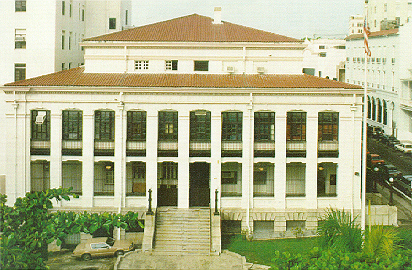

半地下的底层是用粗糙的花岗岩建造的，上面的层楼是用砖和水泥制造的，外面覆盖粉饰灰泥。北侧的升高有一突出、多弯曲的中心女儿墙，两侧有入口大门。凉廊是西班牙殖民复兴建筑风格的特征，它提供通风和避雨的性能。窗的开口分节，每个窗口的上面有一拱心石。仿古典式的壁柱分隔窗口，它们与二层楼铸铁的栏杆巧妙联合。窗上有铸铁花栏。粘土瓦的屋顶拥有宽阔的屋簷，这反应了当地特有的建筑风格对法院建筑的影响。成对的托架支持檐口上方的屋簷，在日光下它为大厦成阴，在下雨时保护下面的建筑。
1940年建造的建筑与早先的建筑在其南侧相连。它覆盖了老建筑原来的南侧平台、南侧入口和表面。这座简单摩登流線型建築的风格反应出1930年代末期政府建筑的特征。它只有很少装饰性细节，但是它的体积使得这座建筑非常显眼。它呈长方形，高六层楼，是1940年使用钢筋水泥在当地筑城的。建筑的两侧各有一座塔，它们超过了主楼的六层楼高度，塔上有漂亮的四吨重的铜灯。
何塞·V·托勒多大厦和联邦法院内部的重要空间包括1914年建筑里的大理石入口大堂，它直接通往一座西班牙式的白大理石大台阶和盐铀砖装饰的公开走廊，走廊上方有铸铁电风扇栏杆，电风扇用来保持建筑内在热带波多黎各气候下依然舒适。1940年建筑里五层楼有一座仪式性法庭，有修饰的护墙板和菱形檐口。今天1940年代的原始装饰被重建。
1996年美国工务署决定对何塞·V·托勒多大厦和联邦法院建筑进行大型重修，在此前在当地的考古工作就已经发现了约1.6万件文物。建筑的外表恢复到1940年的情况。历史性重要的地区被认可，重修或者取代。1940年代末或1950年代初二层楼的阳台被关闭，现在重新开放。1958年被拆除的六尺屋檐被重建。原来的仪式场所也被恢复。建筑物被加固防震。在可行的情况下修复过程中尽量使用原来的建筑材料，尽量避免使用新材料取代来保持建筑的整体性。
何塞·V·托勒多大厦和联邦法院的修缮获得多项奖项。